# NGC 2688
NGC 2688 ist eine Spiralgalaxie vom Hubble-Typ Sb im Sternbild Großer Bär am Nordsternhimmel. Sie ist schätzungsweise 698 Millionen Lichtjahre von der Milchstraße entfernt und hat einen Durchmesser von etwa 60.000 Lj.

Im selben Himmelsareal befinden sich die Galaxien NGC 2684, NGC 2686, NGC 2687 und NGC 2689.
Das Objekt wurde am 11. März 1858 vom irischen Astronomen R. J. Mitchell, einem Assistenten von William Parsons, entdeckt.